# Nadwozie
Nadwozie – część składowa pojazdu, ustawiona na podwoziu lub służąca do montażu jego elementów. Nadwozie składa się ze struktury nośnej i karoserii (poszycia). Pod względem struktury nośnej pojazdy dzielimy na konstrukcje ramowe (nadwozie nieniosące) i samonośne (samoniosące; bezramowe). Istnieją też konstrukcje pośrednie – nadwozie półniosące oraz samonośne z ramami częściowymi.
Nadwozie, głównie zaś karoseria, okrywa mechanizmy pojazdu, przedział pasażerski lub towarowy oraz spełnia funkcje estetyczne. W nadwoziach półniosących oraz samonośnych poszycie wraz z szybami może być włączone do przenoszenia obciążeń (poszycie pracujące). Nadwozia ciężarowe i specjalizowane mogą spełniać jedynie funkcje użytkowe.
Nadwozie pojazdów szynowych wraz z karoserią nazywane jest zwykle pudłem.
W budowie nadwozi stosuje się szyby ze szkła bezpiecznego – hartowane lub warstwowe (klejone; laminowane).

## Nadwozia samochodów osobowych

### Podział nadwozi ze względu na liczbę brył
|  |  |  |

### Typy nadwozi współczesnychsamochodów osobowych
| - SUV - coupé - dual cowl - fastback - hatchback - kabriolet - kombi - kombivan - liftback - limuzyna - mikrovan - minivan - pick-up - roadster - sedan - shooting brake - targa - van |

### Typy nadwozi historycznychsamochodów osobowych
- baquet
- barchetta
- brek
- convertible
- landaulet
- phaéton
- runabout
- spider
- torpedo
- tourer/touring
- tudor
- vis-à-vis

## Nadwoziaautobusów

### Autobusy miejskie
- trambus
- piętrobus
- autobus przegubowy
- mikrobus

### Autobusy międzymiastowe
- omnibus

### Autobusy turystyczne
- autokar

## Nadwozia samochodów ciężarowych
- nadwozie furgonowe
- nadwozie skrzyniowe

### Kabina kierowcy („szoferka”)
- zwykła
- wagonowa

## Nadwozia samochodów specjalnych
Samochody specjalne są budowane do ściśle określonych celów. Rodzaj i wyposażenie nadwozia zależą jedynie od przeznaczenia samochodu. Do samochodów specjalnych zalicza się np. sanitarki, samochody pożarnicze, warsztatowe, ruchome radiostacje itp.